# Romanel-sur-Lausanne
Romanel-sur-Lausanne je obec na jihozápadě Švýcarska v okrese Lausanne v kantonu Vaud. Žije zde přibližně 3 300 obyvatel.

## Geografie

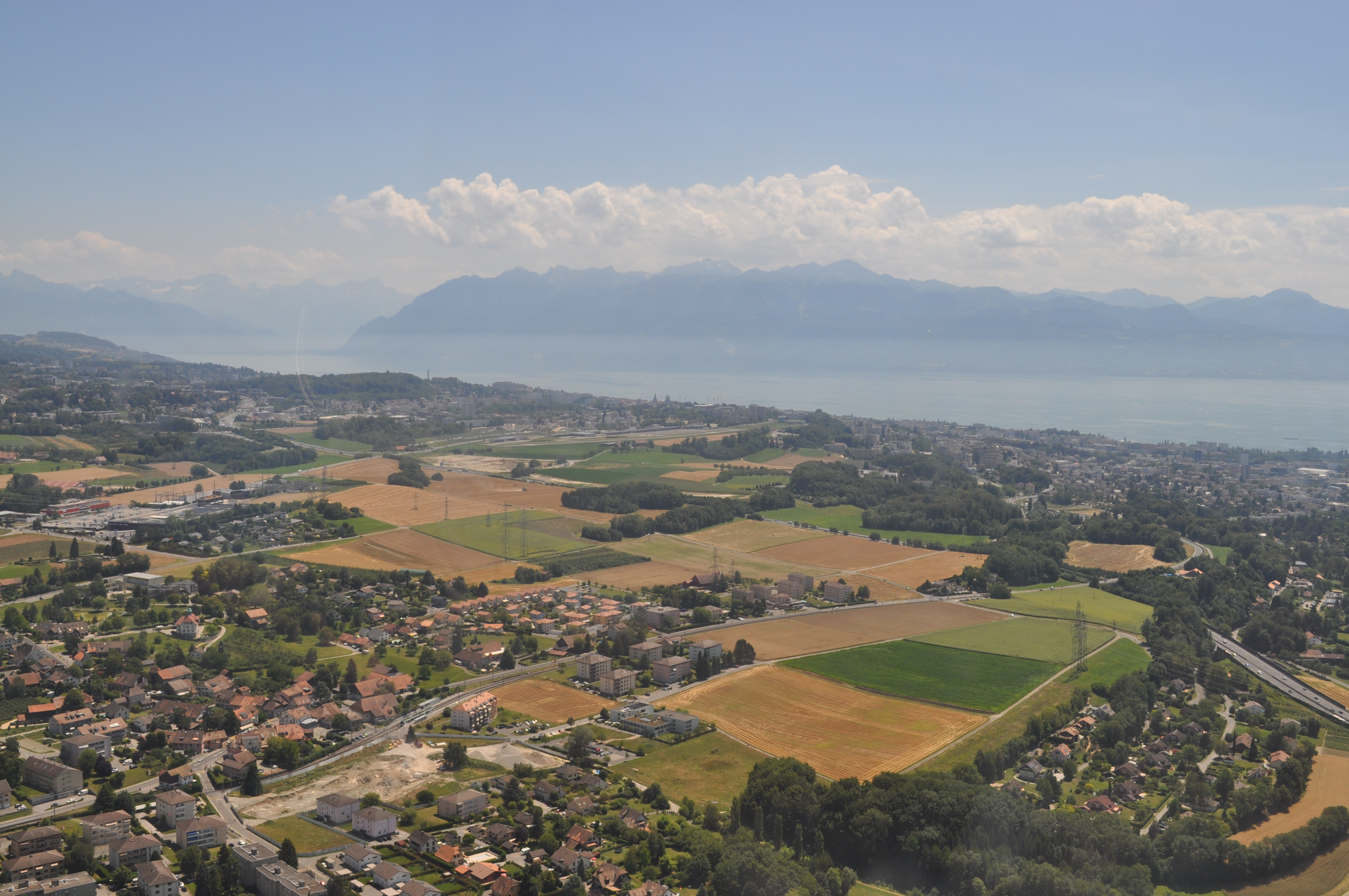
Oblast Romanel-sur-Lausanne

Romanel-sur-Lausanne leží v nadmořské výšce 592 m, vzdušnou čarou 5 km severoseverozápadně od kantonálního hlavního města Lausanne. Aglomerace obce Lausanne se rozkládá na náhorní plošině jihozápadně od Joratu, východně od údolní soustavy Mèbre, na Vaudské náhorní plošině.
Území obce o rozloze 2,9 km² pokrývá část střední oblasti Vaudské plošiny severně od povodí Ženevského jezera. Největší část území obce pokrývá málo členitá náhorní plošina Romanel s nejvyšším bodem ve výšce 640 m n. m. severně od vesnice La Naz. Na západě zasahuje území do údolí přítoku Mèbre (přítok Chamberonne). V roce 1997 tvořila 34 % území obce zastavěná plocha, 3 % lesy a lesní plochy a 63 % zemědělství.
Romanel-sur-Lausanne zahrnuje několik nových sídlišť, průmyslové a obchodní zóny a osady Le Taulard (570 m n. m.) pod centrem obce a Les Terraux (614 m n. m.) na náhorní plošině východně od obce. Sousedními obcemi Romanelu-sur-Lausanne jsou Le Mont-sur-Lausanne, Lausanne, Jouxtens-Mézery a Prilly.

## Historie

Letecký pohled (1964)

V obci byly nalezeny jednotlivé stopy z doby římské. První písemná zmínka o obci pochází z roku 1182 pod názvem Romanel. Později se objevily názvy Romanes (1184), Romenes (1191) a Romaneaus (1230). Název označuje místo obývané Římany nebo usedlost osoby zvané Roman(i)us.
Od středověku spadal Romanel-sur-Lausanne pod jurisdikci katedrální kapituly v Lausanne. Po dobytí Vaudu Bernem v roce 1536 přešla obec pod správu panství Lausanne. Po pádu Staré konfederace patřila obec v letech 1798–1803 v období helvétského soustátí ke kantonu Léman, který byl poté po vstupu v platnost Ústavy o zprostředkování sloučen s kantonem Vaud. V roce 1798 byla přiřazena k okresu Lausanne. V roce 1803 se Romanel-sur-Lausanne stal hlavním městem kraje Romanel, který připadl pod okres Lausanne.

## Obyvatelstvo
| Rok            | 1850 | 1900 | 1910 | 1930 | 1950 | 1960 | 1970 | 1980 | 1990 | 2000 |
| Počet obyvatel | 302  | 305  | 330  | 304  | 323  | 380  | 1173 | 2027 | 2610 | 3068 |

Z celkového počtu obyvatel je 89,2 % francouzsky mluvících, 4,2 % německy mluvících a 2,2 % italsky mluvících (stav v roce 2000). V roce 1900 žilo v Romanel-sur-Lausanne celkem 305 obyvatel. Od roku 1950 (323 obyvatel) počet obyvatel rychle roste a během 50 let se zdesetinásobil.

## Hospodářství
Až do poloviny 20. století byla obec Romanel-sur-Lausanne převážně zemědělskou obcí. Dnes již zemědělství není významnou součástí obživy obyvatel.
V letech 1900–1978 byl využíván alkalický pramen La Providence. V roce 1962 se zde začalo vařit pivo v pivovaru Brasserie du Boxer. Se vznikem nových průmyslových a obchodních zón od počátku 70. let 20. století se v Romanel-sur-Lausanne usadila řada podniků. Mezi hlavní průmyslová odvětví patří strojírenství, chemický, elektronický a přesný strojírenský průmysl, dílny přesného strojírenství, stavebnictví a výroba svítidel. V obci se nachází rozvodna Romanel a nákupní středisko. Nachází se zde také sportovní centrum.
V posledních desetiletích se obec díky své atraktivní poloze rozvinula v rezidenční obec. Z obce dojíždí také mnoho pracujících, kteří pracují především ve městě Lausanne.

## Doprava
Obec má dobré dopravní spojení. Leží na hlavní silnici č. 5 z Lausanne do Yverdon-les-Bains. Dálniční křižovatka Lausanne-Blécherette na dálnici A9 (Lausanne–Sion), která byla otevřena v roce 1974, je vzdálena asi 2 km od obce. Dne 5. listopadu 1873 byl zprovozněn úsek úzkorozchodné železnice Chemin de fer Lausanne-Echallens-Bercher z Lausanne do Cheseaux-sur-Lausanne se zastávkou v Romanel-sur-Lausanne.